# 24 Ore di Le Mans 2024

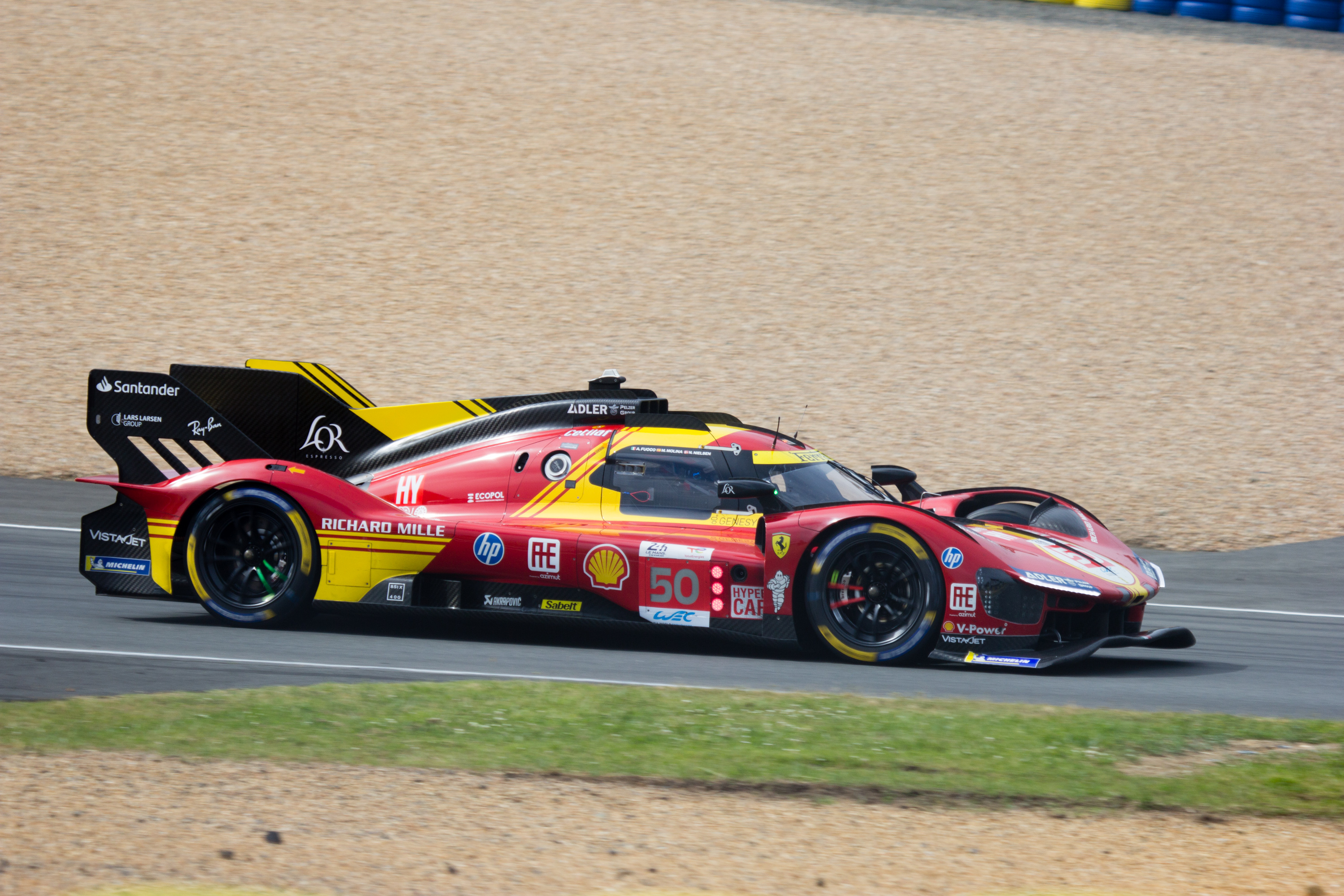
La Ferrari 499P, alla seconda vittoria assoluta consecutiva a Le Mans.

La 24 Ore di Le Mans 2024 è stata la 92ª edizione della maratona automobilistica francese, organizzata dall'A.C.O. (Automobile Club de l'Ouest), e svoltasi sul Circuit des 24 Heures du Mans. Si tratta inoltre del quarto appuntamento del mondiale endurance 2024. La gara si è tenuta sul circuito francese tra il 15 e il 16 giugno.

## Programma
Il due maggio viene annunciato i programma della corsa. Come eventi di contorno nel weekend ci sono le corsa della Road to Le Mans e della Lamborghini Super Trofeo.
| Data                 | Ora locale (CEST) | Evento         |
| -------------------- | ----------------- | -------------- |
| Mercoledì, 12 giugno | 14:00 - 17:00     | Prove libere 1 |
| Mercoledì, 12 giugno | 19:00 - 20:00     | Qualifiche     |
| Mercoledì, 12 giugno | 22:00 - 00:00     | Prove libere 2 |
| Giovedì, 13 giugno   | 15:00 - 18:00     | Prove libere 3 |
| Giovedì, 13 giugno   | 20:00 - 20:30     | Hyperpole      |
| Giovedì, 13 giugno   | 22:00 - 23:00     | Prove libere 4 |
| Sabato, 15 giugno    | 16:00             | Gara           |
| Domenica, 16 giugno  | 16:00             | Fine gara      |

## Contesto
La classe LM GTE Am viene sostituita per la prima volta dalla neonata LMGT3. Anche se le vetture LMP2 non corrono nel Campionato del mondo endurance 2024, l'Automobile Club de l'Ouest ha assegnato un minimo di 15 wild card in griglia alle vetture LMP2 per partecipare alla gara.
Oltre a tutte le vetture già inscritto al WEC per la stagione 2024, vengono assegnate wildcard ai vincitori dei campionato European Le Mans Series (ELMS), LMP2 e LMGTE nell'Asian Le Mans Series (ALMS) e alla Bronze Cup nel GT World Challenge Europe (GTWCE); anche i secondi classificati nella LMP2 dell'ELMS ottengono una wildcard. Inoltre vengono concesse altre wildcard a 3 squadre provenienti dall'IMSA.

## Elenco iscritti
| #   | Squadra                   | Auto                          | Pneumatici | Serie | Pilota 1              | Pilota 2             | Pilota 3            |
| --- | ------------------------- | ----------------------------- | ---------- | ----- | --------------------- | -------------------- | ------------------- |
| 2   | Cadillac Racing           | Cadillac V-LMDh               | M          | WEC   | Earl Bamber           | Alex Lynn            | Álex Palou          |
| 3   | Cadillac Racing           | Cadillac V-LMDh               | M          | IMSA  | Sébastien Bourdais    | Renger van der Zande | Scott Dixon         |
| 4   | Porsche Penske Motorsport | Porsche 963                   | M          | IMSA  | Mathieu Jaminet       | Felipe Nasr          | Nick Tandy          |
| 5   | Porsche Penske Motorsport | Porsche 963                   | M          | WEC   | Michael Christensen   | Matt Campbell        | Frédéric Makowiecki |
| 6   | Porsche Penske Motorsport | Porsche 963                   | M          | WEC   | André Lotterer        | Laurens Vanthoor     | Kévin Estre         |
| 7   | Toyota Gazoo Racing       | Toyota GR010 Hybrid           | M          | WEC   | José María López      | Kamui Kobayashi      | Nyck de Vries       |
| 8   | Toyota Gazoo Racing       | Toyota GR010 Hybrid           | M          | WEC   | Sébastien Buemi       | Brendon Hartley      | Ryō Hirakawa        |
| 11  | Isotta Fraschini          | Isotta Fraschini Tipo 6 LMH-C | M          | WEC   | Carl Wattana Bennett  | Jean-Karl Vernay     | Antonio Serravalle  |
| 12  | Hertz Jota Sport          | Porsche 963                   | M          | WEC   | Will Stevens          | Callum Ilott         | Norman Nato         |
| 15  | BMW M Team WRT            | BMW M Hybrid V8               | M          | WEC   | Dries Vanthoor        | Raffaele Marciello   | Marco Wittmann      |
| 19  | Lamborghini Iron Lynx     | Lamborghini SC63              | M          | IMSA  | Andrea Caldarelli     | Matteo Cairoli       | Romain Grosjean     |
| 20  | BMW M Team WRT            | BMW M Hybrid V8               | M          | WEC   | Sheldon van der Linde | Robin Frijns         | René Rast           |
| 35  | Alpine Endurance Team     | Alpine A424                   | M          | WEC   | Paul-Loup Chatin      | Ferdinand Habsburg   | Charles Milesi      |
| 36  | Alpine Endurance Team     | Alpine A424                   | M          | WEC   | Matthieu Vaxivière    | Nicolas Lapierre     | Mick Schumacher     |
| 38  | Hertz Jota Sport          | Porsche 963                   | M          | WEC   | Oliver Rasmussen      | Philip Hanson        | Jenson Button       |
| 50  | Ferrari AF Corse          | Ferrari 499P                  | M          | WEC   | Antonio Fuoco         | Nicklas Nielsen      | Miguel Molina       |
| 51  | Ferrari AF Corse          | Ferrari 499P                  | M          | WEC   | Alessandro Pier Guidi | Antonio Giovinazzi   | James Calado        |
| 63  | Lamborghini Iron Lynx     | Lamborghini SC63              | M          | WEC   | Daniil Kvjat          | Mirko Bortolotti     | Edoardo Mortara     |
| 83  | AF Corse                  | Ferrari 499P                  | M          | WEC   | Robert Kubica         | Ye Yifei             | Robert Švarcman     |
| 93  | Peugeot TotalEnergies     | Peugeot 9X8                   | M          | WEC   | Mikkel Jensen         | Nico Müller          | Jean-Éric Vergne    |
| 94  | Peugeot TotalEnergies     | Peugeot 9X8                   | M          | WEC   | Paul di Resta         | Loïc Duval           | Stoffel Vandoorne   |
| 99  | Proton Competition        | Porsche 963                   | M          | WEC   | Julien Andlauer       | Harry Tincknell      | Neel Jani           |
| 311 | Whelen Cadillac Racing    | Cadillac V-LMDh               | M          | IMSA  | Pipo Derani           | Jack Aitken          | Felipe Drugovich    |

| #   | Squadra                   | Auto            | Pneumatici | Serie | Pilota 1           | Pilota 2                 | Pilota 3             |
| --- | ------------------------- | --------------- | ---------- | ----- | ------------------ | ------------------------ | -------------------- |
| 9   | Proton Competition        | Oreca 07-Gibson | G          | ELMS  | Jonas Ried         | Macéo Capietto           | Bent Viscaal         |
| 10  | Vector Sport              | Oreca 07-Gibson | G          | ELMS  | Ryan Cullen        | Patrick Pilet            | Stéphane Richelmi    |
| 14  | AO by TF                  | Oreca 07-Gibson | G          | ELMS  | Louis Delétraz     | Alex Quinn               | P. J. Hyett          |
| 22  | United Autosports         | Oreca 07-Gibson | G          | ELMS  | Bijoy Garg         | Oliver Jarvis            | Nolan Siegel         |
| 23  | United Autosports USA     | Oreca 07-Gibson | G          | IMSA  | Filipe Albuquerque | Ben Hanley               | Ben Keating          |
| 24  | Nielsen Racing            | Oreca 07-Gibson | G          | ELMS  | Fabio Scherer      | David H. Hansson         | Kyffin Simpson       |
| 25  | Algarve Pro Racing        | Oreca 07-Gibson | G          | ELMS  | Olli Caldwell      | Matthias Kaiser          | Roman De Angelis     |
| 28  | IDEC Sport                | Oreca 07-Gibson | G          | ELMS  | Reshad de Gerus    | Paul Lafargue            | Job van Uitert       |
| 30  | Duqueine Team             | Oreca 07-Gibson | G          | ELMS  | James Allen        | Jean-Baptiste Simmenauer | John Falb            |
| 33  | DKR Engineering           | Oreca 07-Gibson | G          | ELMS  | Laurents Hörr      | René Binder              | Alexander Mattschull |
| 34  | Inter Europol Competition | Oreca 07-Gibson | G          | ELMS  | Vladislav Lomko    | Clément Novalak          | Jakub Śmiechowski    |
| 37  | Cool Racing               | Oreca 07-Gibson | G          | ELMS  | Lorenzo Fluxá      | Malthe Jakobsen          | Ritomo Miyata        |
| 45  | CrowdStrike Racing by APR | Oreca 07-Gibson | G          | IMSA  | Colin Braun        | Nicky Catsburg           | George Kurtz         |
| 47  | Cool Racing               | Oreca 07-Gibson | G          | ELMS  | Frederik Vesti     | Naveen Rao               | Matt Bell            |
| 65  | Panis Racing              | Oreca 07-Gibson | G          | ELMS  | Rodrigo Sales      | Mathias Beche            | Scott Huffaker       |
| 183 | AF Corse                  | Oreca 07-Gibson | G          | ELMS  | Ben Barnicoat      | François Perrodo         | Nicolás Varrone      |

| #   | Squadra              | Auto                          | Pneumatici | Serie | Pilota 1              | Pilota 2           | Pilota 3            |
| --- | -------------------- | ----------------------------- | ---------- | ----- | --------------------- | ------------------ | ------------------- |
| 27  | Heart of Racing Team | Aston Martin Vantage GT3 Evo  | G          | WEC   | Daniel Mancinelli     | Alex Riberas       | Ian James           |
| 31  | Team WRT             | BMW M4 GT3                    | G          | WEC   | Augusto Farfus        | Sean Gelael        | Darren Leung        |
| 44  | Proton Competition   | Ford Mustang GT3              | G          | INV   | Christopher Mies      | Ben Tuck           | John Hartshorne     |
| 46  | Team WRT             | BMW M4 GT3                    | G          | WEC   | Valentino Rossi       | Maxime Martin      | Ahmad Al Harthy     |
| 54  | Vista AF Corse       | Ferrari 296 GT3               | G          | WEC   | Francesco Castellacci | Davide Rigon       | Thomas Flohr        |
| 55  | Vista AF Corse       | Ferrari 296 GT3               | G          | WEC   | Alessio Rovera        | Simon Mann         | François Heriau     |
| 59  | United Autosports    | McLaren 720S GT3 Evo          | G          | WEC   | Grégoire Saucy        | Nicolas Costa      | James Cottingham    |
| 60  | Iron Lynx            | Lamborghini Huracán GT3 Evo 2 | G          | WEC   | Franck Perera         | Matteo Cressoni    | Claudio Schiavoni   |
| 66  | JMW Motorsport       | Ferrari 296 GT3               | G          | ELMS  | Larry ten Voorde      | Salih Yoluç        | Giacomo Petrobelli  |
| 70  | Inception Racing     | McLaren 720S GT3 Evo          | G          | IMSA  | Frederik Schandorff   | Ollie Millroy      | Brendan Iribe       |
| 77  | Proton Competition   | Ford Mustang GT3              | G          | WEC   | Ben Barker            | Zacharie Robichon  | Ryan Hardwick       |
| 78  | Akkodis ASP Team     | Lexus RC F GT3                | G          | WEC   | Kelvin van der Linde  | Timur Boguslavskij | Arnold Robin        |
| 81  | TF Sport             | Chevrolet Corvette Z06 GT3.R  | G          | WEC   | Charlie Eastwood      | Rui Andrade        | Tom van Rompuy      |
| 82  | TF Sport             | Chevrolet Corvette Z06 GT3.R  | G          | WEC   | Daniel Juncadella     | Sébastien Baud     | Hiroshi Koizumi     |
| 85  | Iron Dames           | Lamborghini Huracán GT3 Evo 2 | G          | WEC   | Michelle Gatting      | Rahel Frey         | Sara Bovy           |
| 86  | GR Racing            | Ferrari 296 GT3               | G          | ELMS  | Daniel Serra          | Riccardo Pera      | Michael Wainwright  |
| 87  | Akkodis ASP Team     | Lexus RC F GT3                | G          | WEC   | Jack Hawksworth       | Esteban Masson     | Takeshi Kimura      |
| 88  | Proton Competition   | Ford Mustang GT3              | G          | WEC   | Dennis Olsen          | Mikkel O. Pedersen | Giorgio Roda        |
| 91  | Manthey EMA          | Porsche 911 GT3 R (992)       | G          | WEC   | Richard Lietz         | Morris Schuring    | Yasser Shahin       |
| 92  | Manthey PureRxcing   | Porsche 911 GT3 R (992)       | G          | WEC   | Klaus Bachler         | Joel Sturm         | Aliaksandr Malykhin |
| 95  | United Autosports    | McLaren 720S GT3 Evo          | G          | WEC   | Marino Satō           | Nico Pino          | Hiroshi Hamaguchi   |
| 155 | Spirit of Race       | Ferrari 296 GT3               | G          | ELMS  | Conrad Laursen        | Jordan Taylor      | Johnny Laursen      |
| 777 | D'Station Racing     | Aston Martin Vantage GT3 Evo  | G          | WEC   | Marco Sørensen        | Erwan Bastard      | Satoshi Hoshino     |

## Risultati delle prove
Equipaggi con il miglior tempo nella propria categoria
Prove libere 1
| No. | Squadra             | Categoria | Auto                 | Tempo    |
| --- | ------------------- | --------- | -------------------- | -------- |
| 8   | Toyota Gazoo Racing | Hypercar  | Toyota GR010 Hybrid  | 3'26.013 |
| 43  | AO by TF            | LMP2      | Oreca 07             | 3'34.245 |
| 78  | Akkodis ASP Team    | LMGT3     | McLaren 720S GT3 Evo | 3'57.808 |

Prove libere 2
| No. | Squadra             | Categoria | Auto                | Tempo    |
| --- | ------------------- | --------- | ------------------- | -------- |
| 8   | Toyota Gazoo Racing | Hypercar  | Toyota GR010 Hybrid | 3'27.474 |
| 37  | Cool Racing         | LMP2      | Oreca 07            | 3'35.386 |
| 88  | Proton Competition  | LMGT3     | Ford Mustang GT3    | 3'58.689 |

Prove libere 3
| No. | Squadra           | Categoria | Auto                 | Tempo    |
| --- | ----------------- | --------- | -------------------- | -------- |
| 50  | Ferrari AF Corse  | Hypercar  | Ferrari 499P         | 3'27.283 |
| 65  | Panis Racing      | LMP2      | Oreca 07             | 3'37.217 |
| 59  | United Autosports | LMGT3     | McLaren 720S GT3 Evo | 3'57.558 |

Prove libere 4
| No. | Squadra             | Categoria | Auto                | Tempo    |
| --- | ------------------- | --------- | ------------------- | -------- |
| 8   | Toyota Gazoo Racing | Hypercar  | Toyota GR010 Hybrid | 3'29.451 |
| 23  | United Autosports   | LMP2      | Oreca 07            | 3'37.121 |
| 87  | Akkodis ASP Team    | LMGT3     | Lexus RC F GT3      | 3'58.755 |

## Qualifiche
In Grassetto sono segnati i team che hanno raggiunto la Pole position di classe. 
| Pos.  | Classe   | #   | Team                      | Qualifica | Hyperpole | Griglia |
| ----- | -------- | --- | ------------------------- | --------- | --------- | ------- |
| 1     | Hypercar | 6   | Porsche Penske Motorsport | 3:25.051  | 3:24.634  | 1       |
| 2     | Hypercar | 2   | Cadillac Racing           | 3:24.993  | 3:24.782  | 7       |
| 3     | Hypercar | 3   | Cadillac Racing           | 3:24.642  | 3:24.816  | 2       |
| 4     | Hypercar | 51  | Ferrari AF Corse          | 3:25.049  | 3:25.156  | 3       |
| 5     | Hypercar | 50  | Ferrari AF Corse          | 3:24.731  | 3:25.598  | 4       |
| 6     | Hypercar | 35  | Alpine Endurance Team     | 3:24.872  | 3:25.713  | 5       |
| 7     | Hypercar | 12  | Hertz Team Jota           | 3:25.145  | No tempo  | 6       |
| 8     | Hypercar | 15  | BMW M Team WRT            | 3:24.465  | No tempo  | 8       |
| 9     | Hypercar | 36  | Alpine Endurance Team     | 3:25.278  |           | 9       |
| 10    | Hypercar | 5   | Porsche Penske Motorsport | 3:25.307  |           | 10      |
| 11    | Hypercar | 8   | Toyota Gazoo Racing       | 3:25.446  |           | 11      |
| 12    | Hypercar | 83  | AF Corse                  | 3:25.766  |           | 12      |
| 13    | Hypercar | 63  | Lamborghini Iron Lynx     | 3:25.973  |           | 13      |
| 14    | Hypercar | 99  | Proton Competition        | 3:25.992  |           | 14      |
| 15    | Hypercar | 93  | Peugeot TotalEnergies     | 3:26.195  |           | 15      |
| 16    | Hypercar | 20  | BMW M Team WRT            | 3:26.223  |           | 16      |
| 17    | Hypercar | 38  | Hertz Team Jota           | 3:26.290  |           | 17      |
| 18    | Hypercar | 311 | Whelen Cadillac Racing    | 3:26.311  |           | 18      |
| 19    | Hypercar | 4   | Porsche Penske Motorsport | 3:26.362  |           | 19      |
| 20    | Hypercar | 94  | Peugeot TotalEnergies     | 3:27.251  |           | 20      |
| 21    | Hypercar | 19  | Lamborghini Iron Lynx     | 3:27.655  |           | 21      |
| 22    | Hypercar | 11  | Isotta Fraschini          | 3:29.865  |           | 22      |
| 23    | Hypercar | 7   | Toyota Gazoo Racing       | No tempo  |           | 23      |
|       |          |     |                           |           |           |         |
| 24    | LMP2     | 14  | AO by TF                  | 3:33.134  | 3:33.217  | 1       |
| 25    | LMP2     | 28  | IDEC Sport                | 3:34.215  | 3:33.827  | 2       |
| 26    | LMP2     | 65  | Panis Racing              | 3:33.827  | 3:34.053  | 3       |
| 27    | LMP2     | 23  | United Autosports USA     | 3:33.430  | 3:34.221  | 4       |
| 28    | LMP2     | 22  | United Autosports         | 3:34.480  | 3:34.270  | 5       |
| 29    | LMP2     | 37  | Cool Racing               | 3:32.827  | 3:34.773  | 6       |
| 30    | LMP2     | 33  | DKR Engineering           | 3:34.330  | 3:35.699  | 7       |
| 31    | LMP2     | 10  | Vector Sport              | 3:34.262  | 3:35.855  | 8       |
| 32    | LMP2     | 183 | AF Corse                  | 3:34.767  |           | 9       |
| 33    | LMP2     | 24  | Nielsen Racing            | 3:34.794  |           | 10      |
| 34    | LMP2     | 34  | Inter Europol Competition | 3:34.885  |           | 11      |
| 35    | LMP2     | 9   | Proton Competition        | 3:34.963  |           | 12      |
| 36    | LMP2     | 30  | Duqueine Team             | 3:35.070  |           | 13      |
| 37    | LMP2     | 47  | Cool Racing               | 3:35.360  |           | 14      |
| 38    | LMP2     | 25  | Algarve Pro Racing        | 3:35.474  |           | 15      |
| 39    | LMP2     | 45  | CrowdStrike Racing by APR | 3:39.222  |           | 16      |
|       |          |     |                           |           |           |         |
| 40    | LMGT3    | 70  | Inception Racing          | 3:55.406  | 3:58.120  | 1       |
| 41    | LMGT3    | 92  | Manthey PureRxcing        | 3:56.189  | 3:58.928  | 2       |
| 42    | LMGT3    | 66  | JMW Motorsport            | 3:56.443  | 3:58.938  | 3       |
| 43    | LMGT3    | 77  | Proton Competition        | 3:55.263  | 3:59.443  | 4       |
| 44    | LMGT3    | 27  | Heart of Racing Team      | 3:56.243  | 3:59.655  | 5       |
| 45    | LMGT3    | 777 | D'Station Racing          | 3:56.500  | 4:02.787  | 6       |
| 46    | LMGT3    | 82  | TF Sport                  | 3:56.105  | 4:03.681  | 7       |
| 47    | LMGT3    | 60  | Iron Lynx                 | 3:56.153  | 4:06.495  | 8       |
| 48    | LMGT3    | 85  | Iron Dames                | 3:56.530  |           | 9       |
| 49    | LMGT3    | 87  | Akkodis ASP Team          | 3:56.561  |           | 10      |
| 50    | LMGT3    | 59  | United Autosports         | 3:56.710  |           | 11      |
| 51    | LMGT3    | 46  | Team WRT                  | 3:56.738  |           | 12      |
| 52    | LMGT3    | 54  | Vista AF Corse            | 3:56.780  |           | 13      |
| 53    | LMGT3    | 44  | Proton Competition        | 3:56.836  |           | 14      |
| 54    | LMGT3    | 31  | Team WRT                  | 3:56.947  |           | 15      |
| 55    | LMGT3    | 91  | Manthey EMA               | 3:57.026  |           | 16      |
| 56    | LMGT3    | 88  | Proton Competition        | 3:57.221  |           | 17      |
| 57    | LMGT3    | 81  | TF Sport                  | 3:57.296  |           | 18      |
| 58    | LMGT3    | 95  | United Autosports         | 3:57.313  |           | 19      |
| 59    | LMGT3    | 155 | Spirit of Race            | 3:57.349  |           | 20      |
| 60    | LMGT3    | 78  | Akkodis ASP Team          | 3:57.441  |           | 21      |
| 61    | LMGT3    | 55  | Vista AF Corse            | 3:58.282  |           | 22      |
| 62    | LMGT3    | 86  | GR Racing                 | No tempo  |           | 23      |
| Note: |          |     |                           |           |           |         |

## Risultati di gara

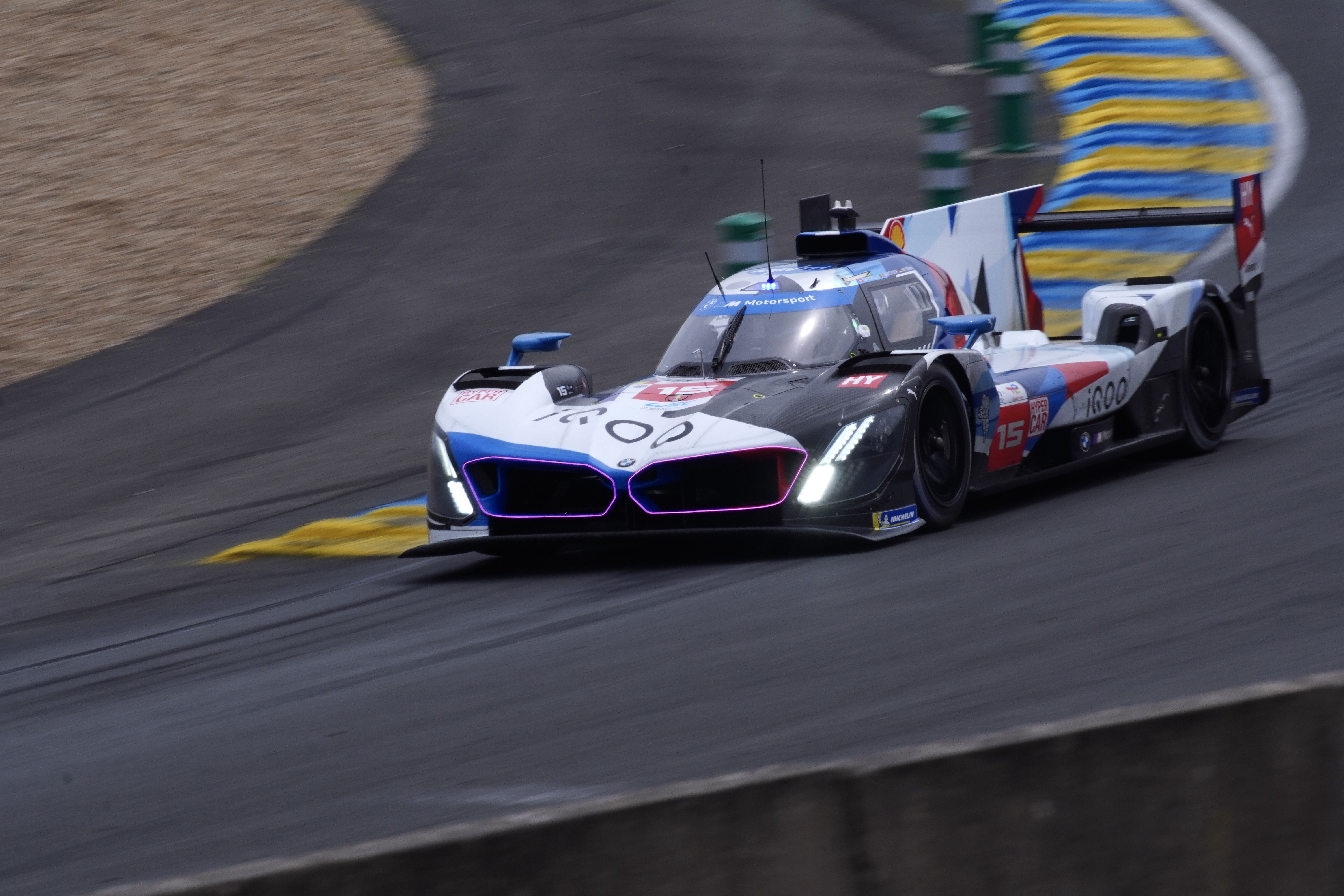
La BMW M Hybrid V8 di Dries Vanthoor dopo la collisione con la 499P di Robert Kubica.

| Pos | Classe        | #   | Team                      | Piloti                                                   | Auto                             | Giri |
| --- | ------------- | --- | ------------------------- | -------------------------------------------------------- | -------------------------------- | ---- |
| 1   | Hypercar      | 50  | Ferrari AF Corse          | Antonio Fuoco Miguel Molina Nicklas Nielsen              | Ferrari 499P                     | 311  |
| 2   | Hypercar      | 7   | Toyota Gazoo Racing       | Kamui Kobayashi José María López Nyck de Vries           | Toyota GR010 Hybrid              | 311  |
| 3   | Hypercar      | 51  | Ferrari AF Corse          | James Calado Antonio Giovinazzi Alessandro Pier Guidi    | Ferrari 499P                     | 311  |
| 4   | Hypercar      | 6   | Porsche Penske Motorsport | Kévin Estre André Lotterer Laurens Vanthoor              | Porsche 963                      | 311  |
| 5   | Hypercar      | 8   | Toyota Gazoo Racing       | Sébastien Buemi Brendon Hartley Ryō Hirakawa             | Toyota GR010 Hybrid              | 311  |
| 6   | Hypercar      | 5   | Porsche Penske Motorsport | Matt Campbell Michael Christensen Frédéric Makowiecki    | Porsche 963                      | 311  |
| 7   | Hypercar      | 2   | Cadillac Racing           | Earl Bamber Alex Lynn Álex Palou                         | Cadillac V-Series.R              | 311  |
| 8   | Hypercar      | 12  | Hertz Team Jota           | Callum Ilott Norman Nato Will Stevens                    | Porsche 963                      | 311  |
| 9   | Hypercar      | 38  | Hertz Team Jota           | Jenson Button Philip Hanson Oliver Rasmussen             | Porsche 963                      | 311  |
| 10  | Hypercar      | 63  | Lamborghini Iron Lynx     | Mirko Bortolotti Daniil Kvyat Edoardo Mortara            | Lamborghini SC63                 | 309  |
| 11  | Hypercar      | 94  | Peugeot TotalEnergies     | Paul di Resta Loïc Duval Stoffel Vandoorne               | Peugeot 9X8                      | 309  |
| 12  | Hypercar      | 93  | Peugeot TotalEnergies     | Mikkel Jensen Nico Müller Jean-Éric Vergne               | Peugeot 9X8                      | 309  |
| 13  | Hypercar      | 19  | Lamborghini Iron Lynx     | Matteo Cairoli Andrea Caldarelli Romain Grosjean         | Lamborghini SC63                 | 309  |
| 14  | Hypercar      | 11  | Isotta Fraschini          | Carl Wattana Bennett Antonio Serravalle Jean-Karl Vernay | Isotta Fraschini Tipo 6-C        | 302  |
| 15  | LMP2          | 22  | United Autosports         | Bijoy Garg Oliver Jarvis Nolan Siegel                    | Oreca 07                         | 297  |
| 16  | LMP2          | 34  | Inter Europol Competition | Vladislav Lomko Clément Novalak Jakub Śmiechowski        | Oreca 07                         | 297  |
| 17  | LMP2          | 28  | IDEC Sport                | Reshad de Gerus Paul Lafargue Job van Uitert             | Oreca 07                         | 297  |
| 18  | LMP2 (Pro-Am) | 183 | AF Corse                  | Ben Barnicoat François Perrodo Nicolás Varrone           | Oreca 07                         | 297  |
| 19  | LMP2          | 10  | Vector Sport              | Ryan Cullen Patrick Pilet Stéphane Richelmi              | Oreca 07                         | 297  |
| 20  | LMP2 (Pro-Am) | 14  | AO by TF                  | Louis Delétraz P. J. Hyett Alex Quinn                    | Oreca 07                         | 295  |
| 21  | LMP2 (Pro-Am) | 33  | DKR Engineering           | René Binder Laurents Hörr Alexander Mattschull           | Oreca 07                         | 295  |
| 22  | LMP2          | 25  | Algarve Pro Racing        | Olli Caldwell Roman De Angelis Matthias Kaiser           | Oreca 07                         | 294  |
| 23  | LMP2 (Pro-Am) | 65  | Panis Racing              | Mathias Beche Scott Huffaker Rodrigo Sales               | Oreca 07                         | 293  |
| 24  | LMP2 (Pro-Am) | 47  | Cool Racing               | Matt Bell Naveen Rao Frederik Vesti                      | Oreca 07                         | 291  |
| 25  | LMP2          | 24  | Nielsen Racing            | David Heinemeier Hansson Fabio Scherer Kyffin Simpson    | Oreca 07                         | 291  |
| 26  | LMP2          | 37  | Cool Racing               | Lorenzo Fluxá Malthe Jakobsen Ritomo Miyata              | Oreca 07                         | 289  |
| 27  | LMGT3         | 91  | Manthey EMA               | Richard Lietz Morris Schuring Yasser Shahin              | Porsche 911 GT3 R (992)          | 281  |
| 28  | LMGT3         | 31  | Team WRT                  | Augusto Farfus Sean Gelael Darren Leung                  | BMW M4 GT3                       | 280  |
| 29  | Hypercar      | 311 | Whelen Cadillac Racing    | Jack Aitken Pipo Derani Felipe Drugovich                 | Cadillac V-Series.R              | 280  |
| 30  | LMGT3         | 88  | Proton Competition        | Dennis Olsen Mikkel O. Pedersen Giorgio Roda             | Ford Mustang GT3                 | 280  |
| 31  | LMGT3         | 44  | Proton Competition        | John Hartshorne Christopher Mies Ben Tuck                | Ford Mustang GT3                 | 280  |
| 32  | LMGT3         | 85  | Iron Dames                | Sarah Bovy Rahel Frey Michelle Gatting                   | Lamborghini Huracán GT3 Evo 2    | 279  |
| 33  | LMGT3         | 55  | Vista AF Corse            | François Heriau Simon Mann Alessio Rovera                | Ferrari 296 GT3                  | 279  |
| 34  | LMGT3         | 78  | Akkodis ASP Team          | Timur Boguslavskij Arnold Robin Kelvin van der Linde     | Lexus RC F GT3                   | 279  |
| 35  | LMGT3         | 155 | Spirit of Race            | Conrad Laursen Johnny Laursen Jordan Taylor              | Ferrari 296 GT3                  | 279  |
| 36  | LMGT3         | 777 | D'station Racing          | Erwan Bastard Satoshi Hoshino Marco Sørensen             | Aston Martin Vantage AMR GT3 Evo | 279  |
| 37  | LMGT3         | 87  | Akkodis ASP Team          | Jack Hawksworth Takeshi Kimura Esteban Masson            | Lexus RC F GT3                   | 279  |
| 38  | LMGT3         | 82  | TF Sport                  | Sébastien Baud Daniel Juncadella Hiroshi Koizumi         | Chevrolet Corvette Z06 GT3.R     | 278  |
| 39  | LMGT3         | 86  | GR Racing                 | Riccardo Pera Daniel Serra Michael Wainwright            | Ferrari 296 GT3                  | 278  |
| 40  | LMGT3         | 70  | Inception Racing          | Brendan Iribe Ollie Millroy Frederik Schandorff          | McLaren 720S GT3 Evo             | 275  |
| 41  | LMGT3         | 92  | Manthey PureRxcing        | Klaus Bachler Alex Malykhin Joel Sturm                   | Porsche 911 GT3 R (992)          | 273  |
| 42  | LMP2 (Pro-Am) | 23  | United Autosports USA     | Filipe Albuquerque Ben Hanley Ben Keating                | Oreca 07                         | 272  |
| 43  | LMGT3         | 81  | TF Sport                  | Rui Andrade Charlie Eastwood Tom van Rompuy              | Chevrolet Corvette Z06 GT3.R     | 267  |
| 44  | LMGT3         | 60  | Iron Lynx                 | Matteo Cressoni Franck Perera Claudio Schiavoni          | Lamborghini Huracán GT3 Evo 2    | 258  |
| 45  | Hypercar      | 99  | Proton Competition        | Julien Andlauer Neel Jani Harry Tincknell                | Porsche 963                      | 251  |
| 46  | LMGT3         | 77  | Proton Competition        | Ben Barker Ryan Hardwick Zacharie Robichon               | Ford Mustang GT3                 | 227  |
| Rit | Hypercar      | 20  | BMW M Team WRT            | Robin Frijns René Rast Sheldon van der Linde             | BMW M Hybrid V8                  | 96   |
| Rit | Hypercar      | 83  | AF Corse                  | Robert Kubica Robert Shwartzman Yifei Ye                 | Ferrari 499P                     | 248  |
| Rit | Hypercar      | 3   | Cadillac Racing           | Sébastien Bourdais Scott Dixon Renger van der Zande      | Cadillac V-Series.R              | 223  |
| Rit | LMGT3         | 59  | United Autosports         | Nicolas Costa James Cottingham Grégoire Saucy            | McLaren 720S GT3 Evo             | 220  |
| Rit | LMGT3         | 95  | United Autosports         | Hiroshi Hamaguchi Nico Pino Marino Sato                  | McLaren 720S GT3 Evo             | 212  |
| Rit | Hypercar      | 4   | Porsche Penske Motorsport | Mathieu Jaminet Felipe Nasr Nick Tandy                   | Porsche 963                      | 211  |
| Rit | LMGT3         | 27  | Heart of Racing Team      | Ian James Daniel Mancinelli Alex Riberas                 | Aston Martin Vantage AMR GT3 Evo | 196  |
| Rit | LMP2 (Pro-Am) | 45  | CrowdStrike Racing by APR | Colin Braun Nicky Catsburg George Kurtz                  | Oreca 07                         | 149  |
| Rit | LMP2 (Pro-Am) | 30  | Duqueine Team             | James Allen John Falb Jean-Baptiste Simmenauer           | Oreca 07                         | 112  |
| Rit | LMGT3         | 66  | JMW Motorsport            | Giacomo Petrobelli Larry ten Voorde Salih Yoluç          | Ferrari 296 GT3                  | 112  |
| Rit | LMGT3         | 46  | Team WRT                  | Ahmad Al Harthy Maxime Martin Valentino Rossi            | BMW M4 GT3                       | 109  |
| Rit | Hypercar      | 15  | BMW M Team WRT            | Raffaele Marciello Dries Vanthoor Marco Wittmann         | BMW M Hybrid V8                  | 102  |
| Rit | Hypercar      | 36  | Alpine Endurance Team     | Nicolas Lapierre Mick Schumacher Matthieu Vaxivière      | Alpine A424                      | 88   |
| Rit | LMP2          | 9   | Proton Competition        | Macéo Capietto Jonas Ried Bent Viscaal                   | Oreca 07                         | 86   |
| Rit | Hypercar      | 35  | Alpine Endurance Team     | Paul-Loup Chatin Ferdinand Habsburg Charles Milesi       | Alpine A424                      | 75   |
| Rit | LMGT3         | 54  | Vista AF Corse            | Francesco Castellacci Thomas Flohr Davide Rigon          | Ferrari 296 GT3                  | 30   |